# Scaptodrosophila mokonfim
Scaptodrosophila mokonfim är en tvåvingeart som först beskrevs av Burla 1954.  Scaptodrosophila mokonfim ingår i släktet Scaptodrosophila och familjen daggflugor. Inga underarter finns listade i Catalogue of Life.